# BDŽ-Baureihe 11
Die Fahrzeuge der BDŽ-Baureihe 11 waren schwere, für den Personenzug- und Güterzugdienst auf Hauptbahnen vorgesehene Schlepptenderlokomotiven der bulgarischen Staatsbahn BDŽ mit der in Europa einmaligen Achsfolge 2’E.

## Geschichte
Ende der 1920er entschloss sich die BDŽ, angeregt durch die Einheitsdampflokomotiven der Deutschen Reichsbahn, künftig ihre Beschaffung an deren Baugrundsätzen zu orientieren. Wesentliche Elemente der zunächst ab 1931 neubeschafften Baureihen 01, 02 und 10 und 46 waren der Verzicht auf die bislang für bulgarische Loks typische Verbunddampfmaschine zugunsten einfacherer Zwillings- und Drillingsbauarten sowie weitgehend vereinheitlichte Kesselbauarten und Armaturen.
1939 legte die BDŽ ihr eigenes Einheitslokprogramm endgültig fest. Von den bislang eingeführten Baureihen sollten allerdings lediglich die Reihen 46 und 48 weiter bestellt werden. Aufgrund der guten Erfahrungen mit der als Drillingslokomotive ausgeführten Baureihe 02 wurden mit Ausnahme der Rangierloks alle beschafften Baureihen als Dreizylinderlokomotiven geplant. Künftig zur Beschaffung vorgesehen wurden folgende Baureihen:
- 2’D1’-Schlepptenderlok für Schnell- und Personenzüge, BDŽ-Baureihe 03
- 2’C1’-Schlepptenderlok für Express- und Schnellzüge, BDŽ-Baureihe 05 (bis 1942 Baureihe 07)
- 2’E-Schlepptenderlok für schwere Personen- und Güterzüge, BDŽ-Baureihe 11
- 1’C2’-Tenderlok für Personenzüge auf Nebenbahnen
- 1’D2’-Tenderlok für Schnell- und Personenzüge auf kurzen Strecken, BDŽ-Baureihe 36
- 1’E2’-Tenderlok für Güterzüge auf Nebenbahnen
- 1’F2’-Tenderlok für schwere Güterzüge, BDŽ-Baureihe 46
- C1’-Tenderlok für Bahnhofsdienste
- D1’-Tenderlok für Rangierdienste, BDŽ-Baureihe 48

Bedingt durch den Ausbruch des Zweiten Weltkriegs wurde das Beschaffungsprogramm der BDŽ nur ansatzweise umgesetzt und nur ein Teil der neun geplanten Baureihen in den Jahren von 1941 bis 1943 beschafft. Insgesamt kamen 52 Loks der Baureihen 03, 05/07, 11, 36 und 46 zur BDŽ, nach dem Krieg folgten noch drei Lokomotiven der Reihe 48. Mangels eigener Lokomotivfabriken wurden alle Lokomotiven von deutschen Herstellern konstruiert und geliefert.
Für den schweren Dienst vor Personen- und Güterzügen auf den Hauptstrecken wurde die Baureihe 11 konstruiert. Sie erhielt die ungewöhnliche Achsfolge 2’E h3, die ansonsten in Europa nicht verwendet wurde und zuvor lediglich 1883 von der amerikanischen Central Pacific Railroad für eine Versuchslok mit dem Namen El Gobernador verwendet worden war. Die zwei ersten Vorserienexemplare 11.01 und 11.02 lieferte Henschel mit den Fabriknummern 25933 und 25934 im Jahr 1941 nach Bulgarien ab. Ein Jahr später folgte von Henschel die erste Serienbestellung, acht Stück mit den Baureihennummern 11.03 bis 11.10 und den Fabriknummern 26576 bis 26583. Weitere sieben Lokomotiven fertigte Borsig im Jahr 1943, die Lokomotiven 11.16 bis 11.22 hatten die Borsig-Fabriknummern 15141 bis 15147. Bei Škoda in Pilsen hatte die BDŽ weitere fünf Stück bestellt und bereits die Betriebsnummern 11.11 bis 11.15 dafür reserviert. Weitere Lokomotiven bis hin zur Nummer 11.34 waren zur Bestellung vorgesehen. Im Deutschen Reich wurde jedoch im Zuge der kriegswirtschaftlichen Konzentration der Fertigung die Umstellung auf ausschließliche Produktion von Kriegslokomotiven betrieben. Für kleine Exportserien sah die Kriegswirtschaft keinen Platz mehr vor. Im Juli 1942 wurde daher durch den von Gerhard Degenkolb geleiteten Hauptausschuss Schienenfahrzeuge eine Beschränkung des bei deutschen Lokomotivfabriken noch zugelassenen Fahrzeugkatalogs auf drei Dampflokomotivtypen für Vollbahnen angeordnet. Lediglich bereits begonnene Fahrzeuge durften noch beendet werden, wobei Bulgarien als Verbündeter des Dritten Reichs noch bevorzugt behandelt wurde. Die Lieferung der Baureihe 11 endete daher bereits 1943 nach 17 abgelieferten Exemplaren. Auch die bei Škoda bestellten Lokomotiven wurden nicht mehr geliefert.
Alle 17 Lokomotiven überstanden den Krieg und wurden nach 1945 von der BDŽ auf ihren wichtigsten Strecken eingesetzt. Sie bespannten vor allem schwere Schnell- und Personenzüge auf den östlich von Sofia liegenden Rampenstrecken in Richtung Plowdiw und Plewen. Bis Anfang der 1970er Jahre wurden die Lokomotiven ausgemustert.